# David Gordon Green
David Gordon Green (* 9. April 1975 in Little Rock, Arkansas) ist ein US-amerikanischer Filmregisseur, Produzent und Drehbuchautor.

## Leben
David Gordon Green wurde 1975 in Little Rock geboren, verbrachte aber den Großteil seiner Kindheit und Jugend in Richardson, Texas. Nach dem Schulabschluss studierte er Filmregie an der North Carolina School of the Arts. Nach einigen Kurzfilmen veröffentlichte er 2000 mit George Washington seinen ersten Spielfilm.
Seine Komödie Prince Avalanche, ein Remake des isländischen Films Á annan veg (2011) von Hafsteinn Gunnar Sigurðsson, wurde 2013 in den Wettbewerb der 63. Berlinale aufgenommen und gewann den Silbernen Bären für die beste Regie. 2018 drehte Green mit Halloween eine Fortsetzung zu Halloween – Die Nacht des Grauens. 2021 wurde die erneut von Green inszenierte Fortsetzung Halloween Kills veröffentlicht, 2022 folgte Halloween Ends.
Sein 2023 veröffentlichter Film Der Exorzist – Bekenntnis ist eine Fortsetzung zu Der Exorzist (1973).
Green lebt in New Orleans.

## Filmografie (Auswahl)

### Regie
- 1997: Pleasant Grove (Kurzfilm)
- 1998: Physical Pinball (Kurzfilm)
- 2000: George Washington
- 2003: All the Real Girls
- 2004: Undertow – Im Sog der Rache (Undertow)
- 2007: Engel im Schnee (Snow Angels)
- 2008: Ananas Express (Pineapple Express)
- 2011: Your Highness – Schwerter, Joints und scharfe Bräute (Your Highness)
- 2011: Bad Sitter (The Sitter)
- 2013: Prince Avalanche
- 2013: Joe – Die Rache ist sein (Joe)
- 2009–2013: Eastbound & Down (Fernsehserie, 13 Folgen)
- 2014: Manglehorn – Schlüssel zum Glück (Manglehorn)
- 2014–2015: Red Oaks (Fernsehserie, 3 Folgen)
- 2015: Die Wahlkämpferin (Our Brand Is Crisis)
- 2016: Goat
- 2017: Stronger
- 2018: Halloween
- 2021: Halloween Kills
- 2022: Halloween Ends
- 2023: Der Exorzist – Bekenntnis (The Exorcist: Believer)

### Schauspieler
- 2022: Massive Talent (The Unbearable Weight of Massive Talent)
- 2022: Bones and All

## Auszeichnungen (Auswahl)
Internationale Filmfestspiele Berlin
- 2013: Silberner Bär für die beste Regie (Prince Avalanche)

Sundance Film Festival
- 2003: Spezialpreis der Jury (All the Real Girls)

Toronto International Film Festival
- 2000: Discovery Award (George Washington)